# مددکاری اجتماعی قانونی
مددکاری اجتماعی قانونی (انگلیسی: Forensic social work) کاربرد مددکاری اجتماعی برای مسائل و مشکلات مربوط به قانون و نظام‌های حقوقی است. نوعی از مددکاری اجتماعی است که شامل اعمال اصول و شیوه‌های مددکاری اجتماعی در زمینه‌های حقوقی، کیفری و مدنی است. یک شاخه تخصصی از مددکاری اجتماعی است که بر تلاقی قانون و سلامت روان تمرکز دارد. مددکاری اجتماعی قانونی بخش مهمی از سیستم عدالت کیفری است و پیوند مهمی بین سلامت روان و نظام حقوقی ایجاد می‌کند.
مددکاران اجتماعی قانونی نقش مهمی در نظام حقوقی دارند. آنها افرادی را که متهم به ارتکاب جرم شده‌اند بررسی می‌کنند، سلامت روانی آن‌ها را ارزیابی می‌کنند، شهادت کارشناسی در دادگاه ارائه می‌دهند، و خدمات مشاوره‌ای و خدمات دیگر به قربانیان و مجرمان ارائه می‌دهند. مددکاران اجتماعی قانونی نیز ممکن است در توسعه سیاست عمومی مرتبط با سلامت روان و عدالت کیفری دخیل باشند. مددکاران اجتماعی قانونی برای ارزیابی افراد در زمینه‌های مختلف، مانند زندان‌ها، مراکز بازداشت نوجوانان، و رسیدگی‌های دادگاه خانواده آموزش دیده‌اند. آن‌ها در مورد سیستم عدالت کیفری و اثرات روانی جرایم و تروما آگاه هستند. مددکاران اجتماعی قانونی همچنین به قربانیان و مجرمان مشاوره و درمان می‌دهند و ممکن است از خانواده‌هایی که تحت‌تأثیر جنایت یا تروما قرار گرفته‌اند حمایت کنند. مددکاران اجتماعی قانونی باید دربارهٔ سیستم حقوقی، مسائل مربوط به سلامت روان، و اثرات روانی جرم و تروما آگاه باشند. آن‌ها همچنین باید با اصول اخلاقی مددکاری اجتماعی آشنا باشند. مددکاران اجتماعی قانونی باید از قانون آگاه باشند و بتوانند در دادگاه شهادت دهند. آن‌ها باید بتوانند با وکلا، قضات و سایر متخصصان حقوقی ارتباط برقرار کنند. به‌منظور تبدیل شدن به یک مددکار اجتماعی قانونی، افراد معمولاً باید دارای مدرک کارشناسی ارشد در رشته مددکاری اجتماعی باشند. علاوه بر این، آن‌ها باید مجوز فعالیت مددکاری اجتماعی را داشته باشند. افرادی که مایل به تخصص در کار اجتماعی قانونی هستند ممکن است دوره‌های اضافی را بگذرانند.
این تخصص در حرفه مددکاری اجتماعی کاری بسیار فراتر از فعالیت کلینیک‌ها و بیمارستان‌های روان‌پزشکی برای متهمان جنایی، که ارزیابی و درمان می‌کنند، انجام می‌دهد. تعریفی کلی از فعالیت‌های مددکاری اجتماعی که با مسائل حقوقی و دعاوی، اعم از کیفری و مدنی مرتبط است نشان می‌دهد که مددکاری اجتماعی به مسائل مربوط به حضانت کودک، جدایی، طلاق، بی‌توجهی، سلب حقوق والدین، کودک‌آزاری و همسرآزاری، خدمات قضایی نوجوانان و بزرگسالان، اصلاحات، و درمان اجباری می‌پردازد. یک مددکار اجتماعی قانونی همچنین ممکن است در توسعه سیاست یا قانون‌گذاری با هدف بهبود عدالت اجتماعی مشارکت داشته باشد.